# ジャン・アプシル
ジャン・アプシル（Jean Absil 、1893年10月23日 - 1974年2月2日）は、ベルギーの作曲家。

## 経歴
エノー州ボンスクール出身。1913年より、ブリュッセル音楽院でポール・ジルソンについて作曲を学ぶ。その作品はローマ賞を受賞し、フローラン・シュミットと親交を結んだ。彼はブリュッセル音楽院の教授であり、また1922年から1958年までエッテルビーク音楽学校で教鞭をとった。ベルギー王立アカデミー会員。
作風はフランス音楽、バルトーク、ストラヴィンスキー、多調、無調、十二音音楽と、非常に多くのジャンルからの影響が見られる。

## 文献
- Richard de Guide : Jean Absil, vie et œuvre, Casterman, 1965
- Article « Absil, Jean », New Grove Dictionary of Music and Musicians, ed. Stanley Sadie, 1980.